# Cadaver (Band)
Cadaver war eine norwegische Death-Metal-Band aus Fredrikstad und Råde, die im Jahr 1988 gegründet wurde und sich 1993 auflöste. Im Jahr 1999 wurde die Band unter dem Namen Cadaver Inc neugegründet, ehe sie sich nach einer Rückbenennung in Cadaver im Jahr 2004 wieder auflöste.

## Geschichte
Die Band wurde im Jahr 1988 gegründet und bestand aus dem Sänger und Schlagzeuger Ole Bjerkebakke und dem Gitarristen Anders „Neddo“ Odden, wobei sich beide bereits durch eine gemeinsame Tätigkeit bei einer Band namens Sarcophag kannten. Beide nahmen zusammen ein erstes Demo namens Into the Outside auf, das im November 1988 erschien, von dem 50 Exemplare verschickt wurden, um einen passenden Bassisten zu finden. Daraufhin wurde René Jansen auf die Gruppe aufmerksam, der Cadaver als Bassist beitrat. Ihren ersten Auftritt hielt die Band am 17. Juni 1989 in Fredrikstad zusammen mit Balvaz und Equinox ab. Durch das Demo Abnormal Deformity, das im Juli 1989 bei Rapax Productions erschien und in den Kællen Studios in Fredrikstad aufgenommen worden war,  wurde der Carcass-Gitarrist Bill Steer auf die Band aufmerksam. Durch Steer erreichte die Band einen Plattenvertrag bei Necrosis Records, einem Sub-Label von Earache Records, das von den Carcass-Mitgliedern Steer und Jeff Walker betrieben wurde, worüber im Jahr 1990 das Debütalbum Hallucinating Anxiety erschien, wovon sich etwa 10.000 Einheiten absetzten. Hierauf war Svein Johansen als Gastmusiker zu hören. Im September 1989 war zudem zuvor auch noch das Live-Demo Sunset at Dawn erschienen. Im Januar 1990 waren zudem noch fünf weiteren Demolieder aufgenommen worden, die jedoch nicht veröffentlicht wurden. Das Debütalbum, abzüglich des Liedes Hallucinating Anxiety, war zudem auch auf einer Split-Veröffentlichung zusammen mit Carnage zu hören. Kurz nach der Albumveröffentlichung kam Eilert Solstad als neuer Bassist zur Besetzung, ehe ein paar Monate später Espen Sollum als zweiter Gitarrist hinzu kam. 1992 schloss sich unter dem Namen …in Pains das zweite Album an, wovon sich etwa 25.000 Kpien verkauften. Der Tonträger wurde unter der Leitung von Kjetil Kællen Johansen in den Rhythm Studios in Bidford aufgenommen, wobei jedoch Odden hierbei wieder als alleiniger Gitarrist vertreten war.  Im Jahr 1993 spielte die Band vier Auftritte zusammen mit Cradle of Filth in England. Beide Gruppen spielte dabei zudem auch ein Fußballspiel gegeneinander, das Cadaver jedoch verlor. Die noch jungen Cradle of Filth fragten die Band danach nach der norwegischen Szene aus und ob die Beteiligten dieser auch wirklich alles ernst meinten. Nachdem drei Monate später Øystein Aarseth verstorben war, nahm sich Anders Odden eine zweijährige Pause von der Szene und stellte danach mit Erstaunen fest, die nun sehr viel bekannteren Cradle of Filth auf dem Cover des Metal Hammer zu sehen. 1993 kam es auch zur Auflösung der Band. Bis zu ihrer Auflösung hatte die Band unter anderem zusammen mit Gruppen wie Mayhem, Darkthrone, Death und Dissection gespielt.  Anders Odden sollte das Projekt später unter dem Namen Cadaver Inc wiederbeleben.
Nach einer kurzen Aktivität bei Apoptygma Berzerk, widmete sich Anders Odden seiner Solokarriere und seiner Tätigkeit als Produzent. Zudem war als mehrfach als Gastmusiker tätig. Im Jahr 1999 gründete er die Band unter dem Namen Cadaver Inc neu. Neben ihn waren der Sänger Ole Jørgen „Apollyon“ Moe (Aura Noir), der Bassist L.J. Balvaz und der Schlagzeuger Carl-Michael „Czral“ Eide in der Band tätig. Odden kannte Eide und Moe durch Fenriz, der ihn 1995 mit beiden bekanntgemacht hatte, während Balvaz ein guter Freund von Odden war. Die Gruppe hielt ihre ersten Auftritte ab und spielte dabei im Dezember 1999 zusammen mit Satyricon. Durch das Demo Primal erreichte die Gruppe einen Vertrag bei Earache Records, worüber 2001 das Album Discipline erschien. Der Tonträger bestand aus Material aus dem Jahr 1993, sowie aus neuen Liedern. Im Lied Rupture war Fenriz als Gastmusiker zu hören, während Bård G. Eithun im Lied Killtech mit einem Spoken-Word-Beitrag zu hören war. Zudem ging die Band zusammen mit Extreme Noise Terror, Morbid Angel und Zyklon auf Tournee und spielte außerdem in den USA. Die Website der Band war wie eine echte Geschäftsseite aufgemacht, die sich darauf spezialisiert hat, Dienstleistungen zur Leichenentsorgung anzubieten. Die ausgeschriebene Telefonnummer war mit der des norwegischen Parlaments identisch. Die Seite musste auf Druck der norwegischen Regierung jedoch schon kurze Zeit später wieder vom Netz genommen werden. Der Film Pulp Fiction galt hierbei auch als Inspiration zur Website. Der Veröffentlichung folgten diverse Touren. Nach einem Auftritt auf dem Milwaukee Metal Fest, begab sich die Band zurück nach Norwegen, um dort an einem weiteren Album zu arbeiten. Ab dem Jahr 2002 wechselte Balvaz vom Bass zur E-Gitarre, sodass die Band nun zwei Gitarristen hatte, während der Sänger Moe zusätzlich den Bass übernahm. Die Band versprach sich durch die Verwendung von zwei Gitarren eine bessere Live-Präsenz. Nach einem Wechsel zu Candlelight Records erschien 2004 das nächste Album Necrosis, das unter der Leitung von Bjørn Boge in den Sound Residence Studio in Oslo aufgenommen worden war. Mittlerweile nannte sich die Band wieder nur Cadaver. Der Veröffentlichung folgte unter anderem eine Europatournee zusammen mit Mayhem. Im September 2004 gab die Band ihre Auflösung bekannt.

## Stil
Laut Eduardo Rivadavia von Allmusic spielte die Band in ihren Anfangstagen Death Metal im Stil der Grindcore-Band Carcass. Hallucinating Anxiety biete einfallsreichen Death Metal, bei dem bei einem Lied auch mit einer Tuba ein genrefremdes Instrument zu hören sei. Über Discipline schrieb Rivadavia, dass die Band eine Mischung aus Black- und Industrial-Metal spielt. Laut Martin Popoff in seinem Buch The Collector’s Guide of Heavy Metal Volume 4: The ’00s spielt die Band auf Discipline eine Mischung aus Death Metal verschiedener Länder wie Schweden, Großbritannien (insbesondere Napalm Death) und die USA, sowie modernem, dissonanten Black Metal. Die Musik klinge wie eine Mischung aus einer Demoversion von Zyklon und unmelodischen und grindcore-artigen Satyricon, was ein Gesamtbild ergebe, dass ihn an Godflesh erinnere. Laut Garry Sharpe-Young in seinem Buch A-Z of Death Metal spielt die Band auf Hallucinating Anxiety puren Death Metal, während sie auf …in Pains technischen Thrash Metal spiele. Laut Matthias Herr's Heavy Metal Lexikon Vol. 3 spielt die Band auf Hallucinating Anxiety klassischen Death Metal mit brutalem Gesang. Jedoch sei die Veröffentlichung um ein paar Jahre zu spät erschienen, da der Band bereits viele andere, für Herr bessere Gruppen, wie Death, Morbid Angel, Autopsy, Atheist, Benediction, Necrophagia, Messiah, Delirium, Blasphemy, Atrocity und Obituary zuvorgekommen seien. Laut Joel McIver in seinem Buch Extreme Metal spielt die Band klassischen, technisch anspruchsvollen Death Metal. Zudem seien gelegentlich Anleihen aus dem klassischen Thrash Metal hörbar. In seinem zweiten Buch Extreme Metal II ist Hallucinating Anxiety als Norwegens erstes Death-Metal-Album bezeichnet worden. Jon Kristiansen schrieb in Metalion: The Slayer Mag Diaries zum ersten Demo der Band, dass die Band brutalen Death Metal spielt. Die Musik ähnele der von Nihilist, mit einem kleinen Carcass-Einfluss. An anderer Stelle zog er ebenfalls einen Vergleich zu Nihilist und gab andere Bands wie Entombed, Dismember und Carnage als Vergleiche an. Im Interview mit ihm gab Anders Odden an, dass Slayer und Voivod seine größten Einflüsse sind. Im Interview mit Ramon Claassen von voicesfromthedarkside.de gab Anders Odden an, dass er in seiner damaligen Jugend, enttäuscht durch Veröffentlichungen von Heavy-Metal-Bands wie Kiss und Iron Maiden, schnell auf From Hell to the Unknown von Venom aufmerksam wurde. Auf Discipline behandele die Band ausschließlich das Thema Tod. Laut Claassen spielt die Band auf Discipline Black Metal, mit einer brutalen Atmosphäre, die zu einer Death-Metal-Band passe. Die Musik sei roh und die Geschwindigkeit der Lieder variiere: Manchmal bedrohlich langsam, manchmal entspannend groovend, aber immer aggressiv.
Laut Robert Müller vom Metal Hammer biete die Band auf Hallucinating Anxiety „[s]chwere, flächige und nicht übermäßig hektische Death Metal-Songs“. Das Intro des Albums biete kakophone Tubaklänge. Laut Müller ist der Bass auf …in Pains akustisch, also „brennbar“. Die Band spiele Death Metal mit Songstrukturen, die Erinnerungen an Voivod wachrufen würden. Die Lieder hätten einen kalten Klang, seien unmelodisch und klängen böse. In seiner Rezension zu Discipline gab Müller an, dass die Band ersten beiden Alben der Band technisch komplex inszeniert sind. Durch die „wieselflinken Riffs und konsequenter Geschwindigkeit“ gelinge es Odden sich „von den Untiefen des zeitgemäßen Black Metal fernzuhalten“. Odden versuche Black- und Death-Metal zu verschmelzen, wie es auch schon Bands wie Zyklon, Gehenna oder Myrkskog gemacht hätten. Anzo Sadoni vom selben Magazin gab in seiner Rezension zu Necrosis an, dass Cadaver auf ihrem Debütalbum eine exotische Band war, da sie Death Metal gespielt habe und sonst Norwegen nur für ihre Black-Metal-Gruppen bekannt gewesen sei. Mit der Namensänderung zurück zu Cadaver sei die Gruppe zu ihren Death-Metal-Wurzeln zurückgekehrt.

## Diskografie
als Cadaver
- Into the Outside (Demo, 1988, Rapax Productions)
- Abnormal Deformity (Demo, 1989, Rapax Productions)
- Sunset at Dawn (Demo, 1989, Graf Productions)
- Demo 2 (Demo, 1990, Rapax Productions)
- Hallucinating Anxiety (Album, 1990, Necrosis Records)
- Dark Recollections / Hallucinating Anxiety (Split mit Carnage, 1990, Necrosis Records)
- …in Pains (Album, 1992, Earache Records)
- Necrosis (Album, 2004, Candlelight Records)
- Cadaver / Voice of Hate (Split mit Voice of Hate, 2006, Temple of Darkness Records)
- Scandinavia Especial Vol. 1 (Split mit Carbonized, 2006, Grinder Records)
- Edder & Bile (Album, 2020, Nuclear Blast)
- The Age of the Offended (Album, 2023)

als Cadaver Inc
- Primal (Demo, 2000, Rapax Productions)
- Live Inferno (Live-Album, 2001, Rapax Productions)
- Discipline (Album, 2001, Earache Records)